# Шелякин, Евгений Владимирович
Евге́ний Влади́мирович Шеля́кин (род. 18 сентября 1976, Краснодар) — российский кинорежиссёр и сценарист.

## Биография
Родился 28 сентября 1976 года в Краснодаре. В детстве ходил в театральную студию, самостоятельно придумывал спектакли, в школе создал собственную шоу-группу. Первое профессиональное образование Евгений получил по специальности «инженер-электрик».
В 1998 году Шелякин окончил Краснодарский юридический институт МВД России с квалификацией «юрист» и 4 года проработал в милиции следователем.
В это же время Евгений Шелякин стал увлекаться КВНом. В 1995—1998 годах был капитаном команды КВН Юридического института МВД и выступал в городской лиге Краснодара и за сборную города. Позднее стал капитаном команды «Кубанские казаки», которая в 1999 году дошла до полуфинала Высшей Лиги КВН.
В 2008 году окончил ВГИК по специальности «Режиссура игрового кино» в мастерской Валерия Ахадова, где на данный момент ведёт преподавательскую деятельность.
На телевидении Евгений Шелякин работал сценаристом и режиссёром в развлекательных программах, а также писал сценарии для телесериалов, в том числе «Афромосквич» и «Счастливы вместе».
Будучи сотрудником сценарного отдела «Первого канала», работал на «Новогодних огоньках», впоследствии превратившихся в «Оливье-шоу». В качестве сценариста и режиссёра участвовал в создании популярных проектов «Прожекторперисхилтон», «Yesterday Live» и анимированного мультипликационного шоу-пародии «Мульт личности». На этих проектах Евгений Шелякин работал не только в студии, но и руководил выездными съёмками клипов, скетчей, пародий на трейлеры.
В 2008 году он снял короткометражный фильм «Куклы Фрейда», а лента «Ч/Б» стала для него режиссёрским дебютом в полном метре.
В 2017 году Евгений Шелякин выступил одним из сценаристов и режиссёров фильма «Про любовь. Только для взрослых». В том же году участвовал в написании сценария для кинокомедии «Бабушка лёгкого поведения».
Работы Евгения Шелякина были высоко оценены известным российским обозревателем кинофильмов Евгением Баженовым, который назвал его одним из своих самых любимых режиссёров и снялся в его фильме «Пятница» в качестве камео.

## Личная жизнь
Женат на российской актрисе Анастасие Сомовой.

## Награды
- 2009 — Награда национальной телевизионной премии «ТЭФИ» (2009) как «Сценаристу телевизионной программы» за телевизионную информационно-развлекательную программу «Прожекторперисхилтон», созданную для «Первого канала»[12].
- 2010 — Награда национальной телевизионной премии «ТЭФИ» (2010) как «Сценаристу телевизионной программы» за телевизионную информационно-развлекательную программу «Прожекторперисхилтон», созданную для «Первого канала»[13].
- 2019 — Лауреат ХХ Юбилейного российского фестиваля кинокомедии «Улыбнись, Россия!» в номинации «Режиссура»[14]
- 2019 — Приз Медиаконгресса «Содружество журналистов» и Союза журналистов России за сценарий картины «Хэппи-энд» (рабочее название «Как новый») в рамках XXVII Фестиваля российского кино «Окно в Европу»[15].
- 2019 — Приз «Золотая ладья» за I место в зрительском конкурсе «Выборгский счёт» в рамках XXVII Фестиваля российского кино «Окно в Европу» за картину «Хэппи-энд».[16][17]

## Фильмография
| 2006—2013 | «Счастливы вместе», телесериал                      |           | зелёная ✓ |           |
| 2008-2017 | «Прожекторперисхилтон», телевизионная программа     | зелёная ✓ | зелёная ✓ |           |
| 2009      | «Куклы Фрейда», короткометражный                    | зелёная ✓ | зелёная ✓ |           |
| 2009—2013 | «Мульт личности», телепередача                      | зелёная ✓ | зелёная ✓ |           |
| 2010—2013 | «Yesterday Live», телепередача                      | зелёная ✓ | зелёная ✓ |           |
| 2014      | «Ч/Б»                                               | зелёная ✓ | зелёная ✓ |           |
| 2016      | «Пятница», кинокомедия                              | зелёная ✓ | зелёная ✓ |           |
| 2017      | «Про любовь. Только для взрослых»                   | зелёная ✓ | зелёная ✓ |           |
| 2017      | «Бабушка лёгкого поведения»                         |           | зелёная ✓ |           |
| 2017      | «Новогодний переполох»                              |           | зелёная ✓ |           |
| 2018      | «Вечная жизнь Александра Христофорова»              | зелёная ✓ | зелёная ✓ |           |
| 2019      | «Кухня. Война за отель», телесериал                 | зелёная ✓ | зелёная ✓ |           |
| 2019      | «Бабушка лёгкого поведения 2. Престарелые мстители» |           | зелёная ✓ |           |
| 2019      | «Битва»                                             |           |           | зелёная ✓ |
| 2019      | «Элефант»                                           |           |           | зелёная ✓ |
| 2019      | «Успех»                                             |           |           | зелёная ✓ |
| 2019      | «Хэппи-энд»                                         | зелёная ✓ | зелёная ✓ |           |
| 2022      | «Тётя Марта», телесериал                            | зелёная ✓ |           |           |
| 2024      | «Красный 5», телесериал                             | зелёная ✓ | зелёная ✓ |           |